# Dornraptor
Dornraptor („Dorsetský plenitel“) byl rod menšího a vývojově primitivního masožravého dinosaura (teropoda), spadajícího do kladu Averostra.

## Objev
Fosilie tohoto teropoda byly objeveny již v polovině 19. století nedaleko města Charmouth v Dorsetu na jihu Anglie. V roce 1859 o nich poprvé písemně pojednal britský přírodovědec Richard Owen, který je ale nesprávně označil za fosilie dolní končetiny obrněného dinosaura rodu Scelidosaurus. Teprve v roce 2024 byly tyto kosti z dolní končetiny primitivního teropoda formálně popsány pod vlastním rodovým a druhovým jménem Dornraptor normani.

## Zařazení
Tento teropod patřil do kladu Averostra a mezi jeho nejbližší vývojové příbuzné patřil východoafrický rod Elaphrosaurus. Další příbuzné taxony jsou zřejmě rody Cryolophosaurus, ještě vzdálenější pak například populární geologicky mladší taxony Ceratosaurus a Allosaurus. Dornraptor byl každopádně relativně primitivním zástupcem averostranů, nacházejícím se mimo klady Abelisauroidea a Coelurosauria.